# Dan Beck-Hansen
Dan Beck-Hansen född 2 februari 1990 i Århus, är en dansk handbollsspelare som spelar för Rækker Mølle Håndbold. 
Under sin tid i IFK Skövde blev han säsongen 2021/22 uttagen i All Star-laget i Handbollsligan. Han spelade sedan en säsong i TTH Holstebro. 2023 skrev han på för Rækker Mølle Håndbold i 1. division. Han var sedan utlånad till Skjern Håndbold till och med december 2023.